# Eo biển McMurdo

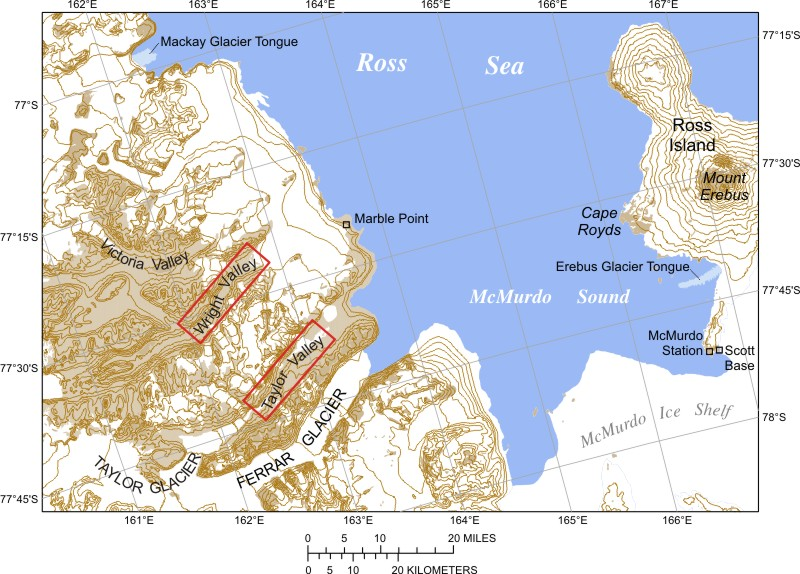
Eo biển McMurdo, châu Nam Cực

Eo biển McMurdo, gọi tắt là eo McMurdo, là một eo biển ở châu Nam Cực, được biết đến là vùng nước có thể điều hướng được nằm xa nhất về phía Nam trên thế giới. Eo McMurdo nằm cách điểm cực Nam của Địa Cầu khoảng 1.300 kilômét.
Eo biển này đã được thuyền trưởng James Clark Ross phát hiện ra vào tháng 2 năm 1841, và ông đã lấy tên một sĩ quan phục vụ dưới trướng mình trên tàu HMS Terror, ấy là trung úy Archibald McMurdo, để đặt tên cho nó.